# پایگاه هوایی شهید موفق
پایگاه هوایی شهید موفق (به انگلیسی: Shaheed Mwaffaq Air Base) (به زبان بومی: قاعدة الشهید موفق السلطی الجویة) یک فرودگاه نظامی با کد یاتا OEJF است. این فرودگاه در کشور اردن قرار دارد و در ارتفاع ۱۴۷۷ متری از سطح دریا واقع شده است.